# Meerveld
Meerveld est une localité néerlandaise appartenant à la commune d’Apeldoorn.